# Championnat d'Australie de football 1984
Le championnat d'Australie de football 1984 est la 8e édition du championnat de première division en Australie.
Lors de cette saison, le championnat connaît une restructuration avec à présent non plus 16 mais 24 équipes divisée en deux conférences. Il y a 12 équipes par conférences organisée en fonction de la localisation géographique du club. Chaque club affronte deux fois chaque adversaire, une fois à domicile puis à l’extérieur. À l'inverse l'année précédente, où il n'y avait pas de conférences, les deux premiers à l'issue du championnat s'affrontent en finale.
En finale, South Melbourne FC l'emporte 4 buts à 2, sur les deux matchs, face à Sydney City.

## Conférence nord
| Pos | Club                       | J  | V  | N  | D  | Pts |
| 1   | Sydney City                | 28 | 17 | 8  | 3  | 42  |
| 2   | Sydney Olympic             | 28 | 16 | 8  | 4  | 40  |
| 3   | Marconi Fairfield          | 28 | 12 | 8  | 8  | 32  |
| 4   | A.P.I.A. Leichhardt Tigers | 28 | 12 | 8  | 8  | 32  |
| 5   | Blacktown City             | 28 | 12 | 6  | 10 | 30  |
| 6   | Sydney Croatia             | 28 | 8  | 11 | 9  | 27  |
| 7   | Penrith City               | 28 | 8  | 10 | 10 | 26  |
| 8   | Newcastle KB United        | 28 | 11 | 4  | 13 | 26  |
| 9   | Canberra City              | 28 | 12 | 1  | 15 | 25  |
| 10  | St George Saints           | 28 | 8  | 9  | 11 | 25  |
| 11  | Melita                     | 28 | 8  | 8  | 12 | 24  |
| 12  | Wollongong City            | 28 | 5  | 5  | 18 | 15  |

Sydney City Soccer Club est donc qualifié pour la finale.

## Conférence sud
| Pos | Club                  | J  | V  | N | D  | Pts |
| 1   | South Melbourne       | 28 | 18 | 4 | 6  | 40  |
| 2   | Heidelberg United     | 28 | 14 | 7 | 7  | 35  |
| 3   | Melbourne Croatia     | 28 | 13 | 7 | 8  | 33  |
| 4   | Brisbane Lions        | 28 | 12 | 6 | 10 | 30  |
| 5   | Brunswick Juventus    | 28 | 13 | 4 | 11 | 30  |
| 6   | Preston               | 28 | 11 | 6 | 11 | 28  |
| 7   | Adelaide City         | 28 | 10 | 5 | 13 | 25  |
| 8   | Green Gully           | 28 | 9  | 6 | 13 | 24  |
| 9   | Footscray JUST        | 28 | 10 | 5 | 13 | 25  |
| 10  | West Adelaide         | 28 | 8  | 5 | 15 | 21  |
| 11  | Brisbane City         | 28 | 8  | 5 | 15 | 21  |
| 12  | Sunshine George Cross | 28 | 5  | 6 | 17 | 16  |

South Melbourne FC est donc qualifié pour la finale.

## Finale
| Match aller 24 octobre 1984 | South Melbourne | 2 – 1 | Sydney Olympic | Melbourne |  |
|                             | Egan 43, 64     |       | Koussas 5e     |           |  |

| Match retour 28 octobre 1984 | Sydney Olympic       | 1 – 2 | South Melbourne           | Sydney |  |
|                              | Theodorakopoulos 34e |       | Crino 10e · Yzendoorn 18e |        |  |

Sur les deux matchs, South Melbourne l'emporte 4 buts à 2.